# مير خيب رع
مير خيب رع (بالإنجليزية: Merkheperre )، هو أحد الفراعنة المصريين من أواخر عهد الأسرة الثالثة عشر في مصر خلال الفترة الإنتقالية الثانية، حكم ما بين 1663 - 1649 قبل الميلاد. من المرجح أن مير خيب رع كان ملكاً إما على صعيد مصر من طيبة أو على مصر الوسطى والعليا من ممفيس. كانت دلتا النيل الشرقي آنذاك تحت سيطرة الأسرة الرابعة عشر.